# 2429 شورير
2429 Schürer هو كويكب، يقع ضمن حزام الكويكبات. اكتشف في 12 أكتوبر 1977. وقد اكتشفه بول وايلد.

## روابط خارجية
- 2429 شورير في قاعدة بيانات مختبر الدفع النفاث لأجرام النظام الشمسي الصغيرة

- الاكتشاف · مخطط المدار ·  العناصر المدارية · المعلمات المادية

- 2429 شورير على موقع ويكي سكاي: DSS2, SDSS, GALEX, IRAS, Hydrogen α, X-Ray, Astrophoto, Sky Map, Articles and images